# 曾紹杰
曾紹杰（1910年—1988年），湖南湘鄉人，別署紹公、紹翁，又號萬石君。齋堂為昆吾室、萬石堂。上海大夏大學會計系畢業，歷任多項公職，是戰後渡海來臺的篆刻家、書法家、藝術教育者。

## 生平

### 大陸時期
曾紹杰，原名昭拯，十九歲後改名紹杰。1910年出生於湖南省湘鄉的荷塘鄉，為曾國藩五弟曾澄侯之孫。曾氏自幼於家塾就讀，受教於曾筱屏先生學習經、史、古文等。1924年他在家裡找到一本《小石山房印譜》，因而啟發他對篆刻的興趣。:216-217
1927年曾紹杰至長沙就學，1928年至南京私立五州中學就讀，課業之餘，也勤練篆字。1932年-1936年就讀上海大夏大學會計系，期間至杭州西泠印社一遊，添購許多印譜、書碑帖、治印的用具等，讓曾紹傑有更多資源可以摸索篆刻。:7-8 1937年，因中日戰爭爆發，曾氏投入軍職，至重慶擔任國民政府軍政部兵工署科長。1945年二戰結束，曾氏轉任交通部，戰爭期間曾氏仍勤練書法、篆刻，並且結識了喬大壯、蔣維崧等人。:189

### 臺灣時期
1951年曾紹杰渡海來臺，任職臺灣電力公司秘書。1956年出版《曾紹杰印存》，1962年與陶壽伯、王壯為、王北岳籌組「海嶠印集」。:190-191同年，曾氏也受聘為中國文化學院（今中國文化大學）藝術研究所教授，講授金石學。1971年，因較學所需，曾氏從《曾紹杰印存》中選件在加上自1956年以來的篆刻作品，集結出版《曾紹杰篆刻選輯》十二冊。:16 隔年（1973年），曾氏獲中山文藝篆刻類創作獎。1976年，曾紹杰自臺灣電力公司退休，但仍在文化大學任教。:191
曾紹杰於七十二歲時（1982年）因發生急性心臟病導致日後身體狀況不佳，又於1986年因為糖尿病導致眼疾白內障，至此曾氏已甚少寫字刻印了。他於1982年集結自己的作品出版《曾紹傑篆刻選集》，1984年應國立歷史博物館之邀舉辦「曾紹杰書法篆刻回顧展」，並出版《曾紹杰四體書選集》。:2261988年，曾紹杰因心臟病猝逝於臺北。:191

## 書法
習書初學唐歐陽詢楷書，次及北魏〈張猛龍碑〉。:7接觸篆刻後，知篆書為刻印之基礎，陸續蒐集篆書名帖、名跡而多加臨摹，又兼臨蘇東坡及東漢諸碑，並習黃山谷筆法，從中學習筆法。:129-1401943年與沈尹默、曾克耑、喬大壯、潘伯鷹等人在重慶舉行癸未書法展覽。:190-1911959年與陳定山、王壯為、傅狷夫、張隆延、丁念先、陳子和、朱龍盦等，合組「十人書會」，先後在國內外展出。:67也曾和王壯為、張隆延組成三人書法聯展，在歐美展出；與江兆申在東京舉行金石書畫聯展，均獲好評。:11其書法作品，各體皆有，風格穩健古雅，嚴整規矩:76。

## 篆刻
10歲時學習篆書，初學吳大澂，繼學趙之謙、黃牧甫。:129-14014歲時始習篆刻，以家藏《小石山房印譜集》為範本，用小筆，研硃砂，於紙上摹描。18歲起，在長沙、南京、上海、杭州西冷印社，陸續買入陶齋藏印、皖浙各家及吳昌碩、王福厂、唐醉石的印譜。28歲到重慶，住在青年會和喬大壯及其弟子蔣維崧隔室而住，論字論印。:216-21940歲以後致力元明朱文印，兼及唐宋官印。晚年亦常作古璽。:126戰後臺灣許多政壇或藝文名人的印章，前者如蔣介石、宋美齡、孫科、葉公超、張羣、孫運璿等； 後者如張大千、溥心畬、劉延濤等，皆曾出自其手。

## 獲獎
1973年獲中山學術文化基金會創作獎。

## 其他文獻
- 《台灣藝術經典大系──篆印堂奧》，台北：藝術家出版社
- 郭伯佾：〈臺北市立美術館典藏曾紹杰作品介紹〉，《現代美術》（臺北，臺北市立美術館，1998年4月），第77期，8-13頁。
- 劉靜：〈翰墨情緣─1986 年國立歷史博物館「曾紹杰書法篆刻回顧展」之回看與反思〉，《臺灣美術》(臺中，國立臺灣美術館，2022年7月)，第122期，102-128頁。